# Sommarsolståndet
| Symbol för solstånd och dagjämningar | Tidpunkter för dagjämningarna och solstånden (UTC+00) | Tidpunkter för dagjämningarna och solstånden (UTC+00) | Tidpunkter för dagjämningarna och solstånden (UTC+00) | Tidpunkter för dagjämningarna och solstånden (UTC+00) | Tidpunkter för dagjämningarna och solstånden (UTC+00) | Tidpunkter för dagjämningarna och solstånden (UTC+00) | Tidpunkter för dagjämningarna och solstånden (UTC+00) | Tidpunkter för dagjämningarna och solstånden (UTC+00) | Tidpunkter för dagjämningarna och solstånden (UTC+00) |
| Symbol för solstånd och dagjämningar | Vårdagjämning Mars                                    | Vårdagjämning Mars                                    | Sommarsolstånd Juni                                   | Sommarsolstånd Juni                                   | Höstdagjämning September                              | Höstdagjämning September                              | Vintersolstånd December                               | Vintersolstånd December                               |                                                       |
| År | Dag                                                   | Tid                                                   | Dag                                                   | Tid                                                   | Dag                                                   | Tid                                                   | Dag                                                   | Tid                                                   |                                                       |
| --- | ----------------------------------------------------- | ----------------------------------------------------- | ----------------------------------------------------- | ----------------------------------------------------- | ----------------------------------------------------- | ----------------------------------------------------- | ----------------------------------------------------- | ----------------------------------------------------- | ----------------------------------------------------- |
| 2010 | 20                                                    | 17:32:13                                              | 21                                                    | 11:28:25                                              | 23                                                    | 03:09:02                                              | 21                                                    | 23:38:28                                              |                                                       |
| 2011 | 20                                                    | 23:21:44                                              | 21                                                    | 17:16:30                                              | 23                                                    | 09:04:38                                              | 22                                                    | 05:30:03                                              |                                                       |
| 2012 | 20                                                    | 05:14:25                                              | 20                                                    | 23:09:49                                              | 22                                                    | 14:49:59                                              | 21                                                    | 11:12:37                                              |                                                       |
| 2013 | 20                                                    | 11:02:55                                              | 21                                                    | 05:04:57                                              | 22                                                    | 20:44:08                                              | 21                                                    | 17:11:00                                              |                                                       |
| 2014 | 20                                                    | 16:57:05                                              | 21                                                    | 10:51:14                                              | 23                                                    | 02:29:05                                              | 21                                                    | 23:03:01                                              |                                                       |
| 2015 | 20                                                    | 22:45:09                                              | 21                                                    | 16:38:55                                              | 23                                                    | 08:20:33                                              | 22                                                    | 04:48:57                                              |                                                       |
| 2016 | 20                                                    | 04:30:11                                              | 20                                                    | 22:34:11                                              | 22                                                    | 14:21:07                                              | 21                                                    | 10:44:10                                              |                                                       |
| 2017 | 20                                                    | 10:28:38                                              | 21                                                    | 04:24:09                                              | 22                                                    | 20:02:48                                              | 21                                                    | 16:28:57                                              |                                                       |
| 2018 | 20                                                    | 16:15:27                                              | 21                                                    | 10:07:18                                              | 23                                                    | 01:54:05                                              | 21                                                    | 22:23:44                                              |                                                       |
| 2019 | 20                                                    | 21:58:25                                              | 21                                                    | 15:54:14                                              | 23                                                    | 07:50:10                                              | 22                                                    | 04:19:25                                              |                                                       |
| 2020 | 20                                                    | 03:50:36                                              | 20                                                    | 21:44:40                                              | 22                                                    | 13:31:38                                              | 21                                                    | 10:02:19                                              |                                                       |
| 2021 | 20                                                    | 09:37:27                                              | 21                                                    | 03:32:08                                              | 22                                                    | 19:21:03                                              | 21                                                    | 15:59:16                                              |                                                       |
| 2022 | 20                                                    | 15:33:23                                              | 21                                                    | 09:13:49                                              | 23                                                    | 01:03:40                                              | 21                                                    | 21:48:10                                              |                                                       |
| 2023 | 20                                                    | 21:24:24                                              | 21                                                    | 14:57:47                                              | 23                                                    | 06:49:56                                              | 22                                                    | 03:27:19                                              |                                                       |
| 2024 | 20                                                    | 03:06:21                                              | 20                                                    | 20:50:56                                              | 22                                                    | 12:43:36                                              | 21                                                    | 09:20:30                                              |                                                       |
| 2025 | 20                                                    | 09:01:25                                              | 21                                                    | 02:42:11                                              | 22                                                    | 18:19:16                                              | 21                                                    | 15:03:01                                              |                                                       |
| 2026 | 20                                                    | 14:45:53                                              | 21                                                    | 08:24:26                                              | 23                                                    | 00:05:08                                              | 21                                                    | 20:50:09                                              |                                                       |
| 2027 | 20                                                    | 20:24:36                                              | 21                                                    | 14:10:45                                              | 23                                                    | 06:01:38                                              | 22                                                    | 02:42:04                                              |                                                       |
| 2028 | 20                                                    | 02:17:02                                              | 20                                                    | 20:01:54                                              | 22                                                    | 11:45:12                                              | 21                                                    | 08:19:33                                              |                                                       |
| 2029 | 20                                                    | 08:01:52                                              | 21                                                    | 01:48:11                                              | 22                                                    | 17:38:23                                              | 21                                                    | 14:13:59                                              |                                                       |
| 2030 | 20                                                    | 13:51:58                                              | 21                                                    | 07:31:11                                              | 22                                                    | 23:26:46                                              | 21                                                    | 20:09:30                                              |                                                       |
| 2031 | 20                                                    | 19:40:51                                              | 21                                                    | 13:17:00                                              | 23                                                    | 05:15:10                                              | 22                                                    | 01:55:25                                              |                                                       |
| 2032 | 20                                                    | 01:21:45                                              | 20                                                    | 19:08:38                                              | 22                                                    | 11:10:44                                              | 21                                                    | 07:55:48                                              |                                                       |
| 2033 | 20                                                    | 07:22:35                                              | 21                                                    | 01:00:59                                              | 22                                                    | 16:51:31                                              | 21                                                    | 13:45:51                                              |                                                       |
| 2034 | 20                                                    | 13:17:20                                              | 21                                                    | 06:44:02                                              | 22                                                    | 22:39:25                                              | 21                                                    | 19:33:50                                              |                                                       |
| 2035 | 20                                                    | 19:02:34                                              | 21                                                    | 12:32:58                                              | 23                                                    | 04:38:46                                              | 22                                                    | 01:30:42                                              |                                                       |
| 2036 | 20                                                    | 01:02:40                                              | 20                                                    | 18:32:03                                              | 22                                                    | 10:23:09                                              | 21                                                    | 07:12:42                                              |                                                       |
| 2037 | 20                                                    | 06:50:05                                              | 21                                                    | 00:22:16                                              | 22                                                    | 16:12:54                                              | 21                                                    | 13:07:33                                              |                                                       |
| 2038 | 20                                                    | 12:40:27                                              | 21                                                    | 06:09:12                                              | 22                                                    | 22:02:05                                              | 21                                                    | 19:02:08                                              |                                                       |
| 2039 | 20                                                    | 18:31:50                                              | 21                                                    | 11:57:14                                              | 23                                                    | 03:49:25                                              | 22                                                    | 00:40:23                                              |                                                       |
| 2040 | 20                                                    | 00:11:29                                              | 20                                                    | 17:46:11                                              | 22                                                    | 09:44:43                                              | 21                                                    | 06:32:38                                              |                                                       |
| 2041 | 20                                                    | 06:06:36                                              | 20                                                    | 23:35:39                                              | 22                                                    | 15:26:21                                              | 21                                                    | 12:18:07                                              |                                                       |
| 2042 | 20                                                    | 11:53:06                                              | 21                                                    | 05:15:38                                              | 22                                                    | 21:11:20                                              | 21                                                    | 18:03:51                                              |                                                       |
| 2043 | 20                                                    | 17:27:34                                              | 21                                                    | 10:58:09                                              | 23                                                    | 03:06:43                                              | 22                                                    | 00:01:01                                              |                                                       |
| 2044 | 19                                                    | 23:20:20                                              | 20                                                    | 16:50:55                                              | 22                                                    | 08:47:39                                              | 21                                                    | 05:43:22                                              |                                                       |
| 2045 | 20                                                    | 05:07:24                                              | 20                                                    | 22:33:41                                              | 22                                                    | 14:32:42                                              | 21                                                    | 11:34:54                                              |                                                       |
| 2046 | 20                                                    | 10:57:38                                              | 21                                                    | 04:14:26                                              | 22                                                    | 20:21:31                                              | 21                                                    | 17:28:16                                              |                                                       |
| 2047 | 20                                                    | 16:52:26                                              | 21                                                    | 10:03:16                                              | 23                                                    | 02:07:52                                              | 21                                                    | 23:07:01                                              |                                                       |
| 2048 | 19                                                    | 22:33:37                                              | 20                                                    | 15:53:43                                              | 22                                                    | 08:00:26                                              | 21                                                    | 05:02:03                                              |                                                       |
| 2049 | 20                                                    | 04:28:24                                              | 20                                                    | 21:47:06                                              | 22                                                    | 13:42:24                                              | 21                                                    | 10:51:57                                              |                                                       |
| 2050 | 20                                                    | 10:19:22                                              | 21                                                    | 03:32:48                                              | 22                                                    | 19:28:18                                              | 21                                                    | 16:38:29                                              |                                                       |
| Källa: Earth's Seasons — Naval Oceanography Portal (engelska) och från 2021 Solstice and Equinox Table Courtesy of Fred Espenak, www.Astropixels.com (engelska) |                                                       |                                                       |                                                       |                                                       |                                                       |                                                       |                                                       |                                                       |                                                       |

Sommarsolståndet är den tidpunkt då jordaxeln lutar som mest mot solen. Dygnet då sommarsolståndet inträffar (enligt lokal soltid) har årets längsta dag och under den dagen står solen som högst på himlen.

## Beskrivning
Vid sommarsolståndet lutar jordaxeln som mest mot solen (antar sin största deklination); under dygnet då norra halvklotets sommarsolstånd infaller får man där sin längsta dag och kortaste natt. Norr om norra polcirkeln är det då midnattssol, alltså att solen inte alls går ned. Men det blir aldrig riktigt beckmörkt någonstans i Sverige eftersom solen bara är en bit under horisonten i nordlig riktning.
Vid sommarsolståndet, som infaller den 21 juni eller mer sällan 20 juni på norra halvklotet, inträffar årets längsta dag och kortaste natt. Det exakta datumet kan variera lite år från år, beroende på årets plats i den fyraåriga skottårsperioden, ortens longitud, och även politiska beslut om sommartid.
Vid vändkretsarna (kräftans och stenbockens vändkrets) står solen i zenit (90°) mitt på dagen vid tiden kring respektive sommarsolstånd.  I tropikerna (mellan vändkretsarna) kommer solen vid tiden kring sommarsolstånd att passera zenit sent på förmiddagen och tidigt på eftermiddagen.
När solen står som högst sommartid vid lokal middag över breddgraderna runt Alperna (~47°N) når den samma höjd (~67°) som när den står som lägst vid lokal middag över ekvatorn vilket inträffar vid sommar- eller vintersolståndet. Solen står som högst vid lokal middag över ekvatorn (zenit) vid vår- och höstdagjämning.
Vid sommarsolståndet når solen ungefär lika högt på himlen (~43°) när den står som högst vid breddgraderna runt Nordkap (~70–72°N) som den gör när den står som högst på himlen vid vändkretsarna (~23,5°N/S) under respektive vintersolstånd.

## Aphelium
Ungefär två veckor efter norra halvklotets sommarsolstånd befinner sig jorden som längst bort från solen, vid aphelium. Detta sker alltså mitt under norra halvklotets sommar.

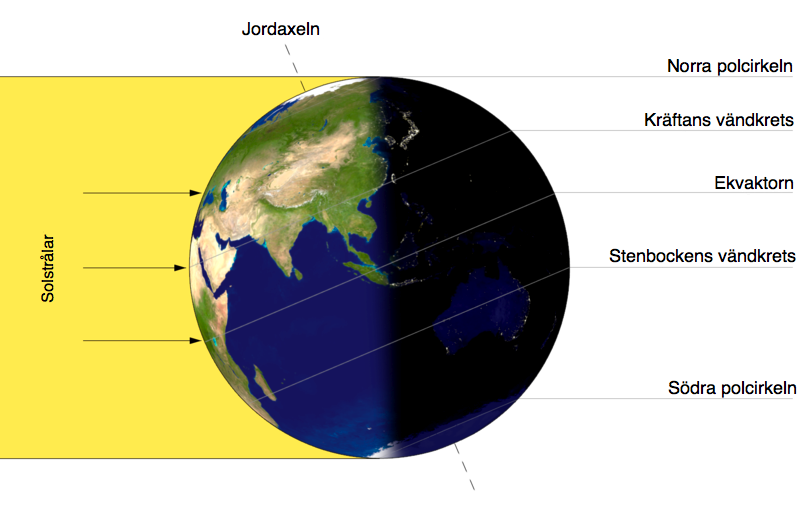
Jordens belysning av solljus vid sommarsolståndet på norra halvklotet.